# Leo von Beczwarzowsky
Leo Richard von Beczwarzowsky (* 19. Oktober 1835 in Düsseldorf; † 4. Juni 1901 in Liegnitz) war ein preußischer Generalleutnant.

## Leben

### Herkunft
Leo war der Sohn des preußischen Oberst und Kommandeurs der Landgendarmerie Wilhelm von Beczwarzowsky (1791–1857) und dessen Ehefrau Emilie, geborene von Pflugk (1805–1879), verwitwete Rudloff. Sein Vater war am 6. September 1854 durch König Friedrich Wilhelm IV. in den erblichen preußischen Adelsstand erhoben worden. Er hatte sechs Geschwister und sein Bruder Walter (1840–1918) wurde ebenfalls preußischer Generalleutnant.

### Militärkarriere
Nach dem Besuch des Kadettenkorps wurde Beczwarzowsky am 1. Mai 1855 als charakterisierter Portepeefähnrich dem 32. Infanterie-Regiment der Preußischen Armee überweisen. Er avancierte Anfang Februar 1857 zum Sekondeleutnant, war von Dezember 1859 bis Dezember 1863 Bataillonsadjutant und stieg anschließend zum Regimentsadjutanten auf. In dieser Stellung erfolgte Mitte Februar 1864 seine Beförderung zum Premierleutnant. Am 25. Juni 1864 wurde Beczwarzowsky als Adjutant der 30. Infanterie-Brigade nach Köln kommandiert und nahm 1866 während des Krieges gegen Österreich im Verbund der Elbarmee an den Schlachten bei Münchengrätz und Königgrätz teil. Für sein Verhalten erhielt er den Roten Adlerorden IV. Klasse mit Schwertern.
Nach dem Friedensschluss war Beczwarzowsky von Februar 1867 bis Oktober 1869 als Adjutant beim Generalkommando des V. Armee-Korps in Posen unter General von Steinmetz kommandiert. Mitte April 1867 wurde er zum Hauptmann befördert und am 14. Juni 1867 unter Belassung in seiner Stellung in das 4. Magdeburgische Infanterie-Regiment Nr. 67 versetzt. Mit Patent vom 2. November 1866 wurde Beczwarzowsky am 21. Oktober 1869 als Chef der 12. Kompanie in das Mecklenburgische Füsilier-Regiment Nr. 90 versetzt. Mit diesem Verband nahm er 1870/71 während 
des Krieges gegen Frankreich an den Schlachten bei Orléans, Beaugency und Le Mans sowie den Belagerungen von Metz, Toul und Paris teil. Im Dezember 1870 hatte man ihn mit der Führung des II. Bataillons beauftragt.
Ausgezeichnet mit beiden Klassen des Eisernen Kreuzes sowie dem Mecklenburgischen Militärverdienstkreuz II. Klasse wurde Beczwarzowsky Ende März 1871 in das Grenadier-Regiment „Kronprinz“ (1. Ostpreußisches) Nr. 1 versetzt und als Adjutant zum Generalkommando des I. Armee-Korps kommandiert. Unter Beförderung zum Major wurde er am 22. Juli 1871 dem Regiment aggregiert und zum Kriegsministerium nach Berlin kommandiert. Mitte Januar 1872 erfolgte seine Versetzung in die Abteilung A des Departements für das Invalidenwesen im Ministerium. Am 16. April 1874 trat er mit der Ernennung zum Bataillonskommandeur im 4. Großherzoglich Hessischen Infanterie-Regiment (Prinz Carl) Nr. 118 wieder in den Truppendienst über und avancierte Ende März 1877 zum Oberstleutnant. Vom 15. September 1880 bis zum 3. Januar 1881 war Beczwarzowsky zunächst zur Vertretung des Inspekteurs der Militärstrafanstalten kommandiert. Anschließend wurde er unter Stellung à la suite des Grenadier-Regiments „König Friedrich Wilhelm IV.“ (1. Pommersches) Nr. 2 zum Inspekteur der Militärstrafanstalten ernannt und Mitte September 1881 zum Oberst befördert. Als solcher war er vom 12. Januar 1884 bis zum 4. Februar 1887 Kommandeur des Königin Elisabeth Garde-Grenadier-Regiments Nr. 3. Anschließend zunächst mit der Führung der 8. Infanterie-Brigade in Thorn beauftragt, wurde Beczwarzowsky am 8. März 1887 unter Beförderung zum Generalmajor zum Kommandeur dieser Brigade ernannt. Unter Verleihung des Charakters als Generalleutnant wurde er am 22. Mai 1889 mit Pension zur Disposition gestellt.

### Familie
Er heiratete am 27. Juni 1871 in Königsberg Katharina von Horn (* 1850), Tochter des Oberpräsidenten von Posen Karl von Horn. Aus der Ehe gingen zwei Töchter hervor:
- Margarete Doris Emilie (* 1872) ⚭ 1898 Kurt von Grawert (1849–1921), deutscher Generalmajor
- Dora Eveline Katharine (* 1875)